# Polish International 1998
Die Polish International 1998 im Badminton fanden vom 1. bis zum 5. April 1998 in Spała statt. Das Preisgeld betrug 30.000 US-Dollar, wodurch das Turnier als Ein-Sterne-Turnier im World Badminton Grand Prix 1998 geführt wurde.

## Austragungsort
- Olympic Sports Centre

## Medaillengewinner
| Disziplin    | Gold                              | Silber                             | Bronze                                |
| ------------ | --------------------------------- | ---------------------------------- | ------------------------------------- |
| Herreneinzel | Daniel Eriksson                   | Henrik Bengtsson                   | Robert Nock                           |
| Herreneinzel | Daniel Eriksson                   | Henrik Bengtsson                   | Pontus Jäntti                         |
| Dameneinzel  | Elena Sukhareva                   | Irina Yakusheva                    | Katarzyna Krasowska                   |
| Dameneinzel  | Elena Sukhareva                   | Irina Yakusheva                    | Tracey Hallam                         |
| Herrendoppel | Julian Robertson Nathan Robertson | Ian Pearson Nick Ponting           | José Antonio Crespo Sergio Llopis     |
| Herrendoppel | Julian Robertson Nathan Robertson | Ian Pearson Nick Ponting           | Jesper Mikla Lars Paaske              |
| Damendoppel  | Ann-Lou Jørgensen Tine Rasmussen  | Jane F. Bramsen Christina Sørensen | Nadezhda Chervyakova Natalia Djackova |
| Damendoppel  | Ann-Lou Jørgensen Tine Rasmussen  | Jane F. Bramsen Christina Sørensen | Ella Miles Sara Sankey                |
| Mixed        | Lars Paaske Jane F. Bramsen       | Jesper Mikla Ann-Lou Jørgensen     | Neil Waterman Joanne Wright           |
| Mixed        | Lars Paaske Jane F. Bramsen       | Jesper Mikla Ann-Lou Jørgensen     | Ian Pearson Sarah Hardaker            |